# Elyra erythrognatha
Elyra erythrognatha là một loài bướm đêm trong họ Noctuidae.